# Eponidoides
Eponidoides es un género de foraminífero bentónico considerado un sinónimo posterior de Alabamina de la familia Alabaminidae, de la superfamilia Chilostomelloidea, del suborden Rotaliina y del orden Rotaliida. Su especie tipo era Eponides dorsoplanus. Su rango cronoestratigráfico abarcaba desde el Santoniense hasta el Maastrichtiense (Cretácico superior).

## Clasificación
Eponidoides incluía a la siguiente especie:
- Eponidoides dorsoplanus